# Bramoc
O Grêmio Recreativo Escola de Samba Bramoc é uma escola de samba da cidade de Brasília de Minas, Minas Gerais. Fundada em 1975, a escola tem esse nome por ter sido fundada por moradores de Brasília de Minas e de Montes Claros.
Agremiação tradicional do Carnaval da cidade, a BRAMOC esteve afastada dos desfiles entre 1995 e 2007, voltando em 2008 para competir com sua tradicional rival, a Jacarezinho. Chamada pela imprensa local de Beija-Flor do Sertão, com um enredo em homenagem aos velhos carnavais da cidade.

## História
Desde o o ano de 1980, Brasília de Minas entrou definitivamente no cenário estadual, quando o assunto é Carnaval.
Nesse referido ano A Bramoc, colocou na rua o samba Iemanjá lenda e culto- Oxumarê e a Jacarezinho "De Brasília de Minas À Brasília Capital", mostrando o potencial criativo das pessoas do Município.
Tanto a Criatividade quanto o luxo, deixava em estado extase os Brasilminenses , quanto os visitantes, que anualmente vinham em hordas para desfilar e assistir as duas escolas (em duas oportunidades três, pois existiu a escola "Tô Garrado")
Em anos de desfile, a população da cidade chegava à aumentar em 70%, em relação ao moradores locais.
Nesse período diversos órgãos de imprensa cobriram o carnaval local, como o Jornal Estado de Minas, todos os periódicos de Montes Claros, além de rádios e Folha de S.Paulo, que nos anos 1980  apresentou reportagens elogiosas sobre o certame). No campo televisivo a Band mostrava um especial sobre os desfile no sábado posterior ao carnaval, a partir de sua retransmissora, a Tv Montes Claros.
Em 2012, ambas as escolas novamente desfilaram, sem competição.

## Segmentos

### Presidentes
| Nome                       | Mandato        | Ref. |
| -------------------------- | -------------- | ---- |
| Maria Olane de Matos Lopes | ? - atualidade |      |

## Carnavais
| Ano                                      | Colocação | Enredo                                    | Carnavalesco   | Intérprete | Ref   |
| ---------------------------------------- | --------- | ----------------------------------------- | -------------- | ---------- | ----- |
| 1980                                     |           | Iemanjá, lenda do culto                   |                |            |       |
| 1981                                     |           | Ilusão da sorte                           |                |            |       |
| 1982                                     |           | Apoteose das artes do Brasil              |                |            |       |
| 1984                                     |           | Festança de Reis, folia dos outros        |                |            |       |
| 1992                                     |           | O Jogo da vida                            |                |            |       |
| 1993                                     |           | Samba, origem e desenvolvimento           |                |            |       |
| 1994                                     |           | Brasília em festa                         |                |            |       |
| Não desfilou de 1995 a 2007              |           |                                           |                |            |       |
| 2008                                     |           | O Reviver da Emoção                       | Paulo di Tarso | Di Brasil  |       |
| Não desfilou em 2009                     |           |                                           |                |            |       |
| 2010                                     |           | A Magia do Circo de Todos os Tempos       | Paulo di Tarso | Di Brasil  |       |
| Não desfilou em 2011                     |           |                                           |                |            |       |
| 2012                                     |           | Norte de Minas Reino da Cultura e da Arte | Paulo di Tarso | Maxeell    | [ 3 ] |
| Não desfilou pelo período de 2013 a 2016 |           |                                           |                |            |       |